# Exilio de Mawza

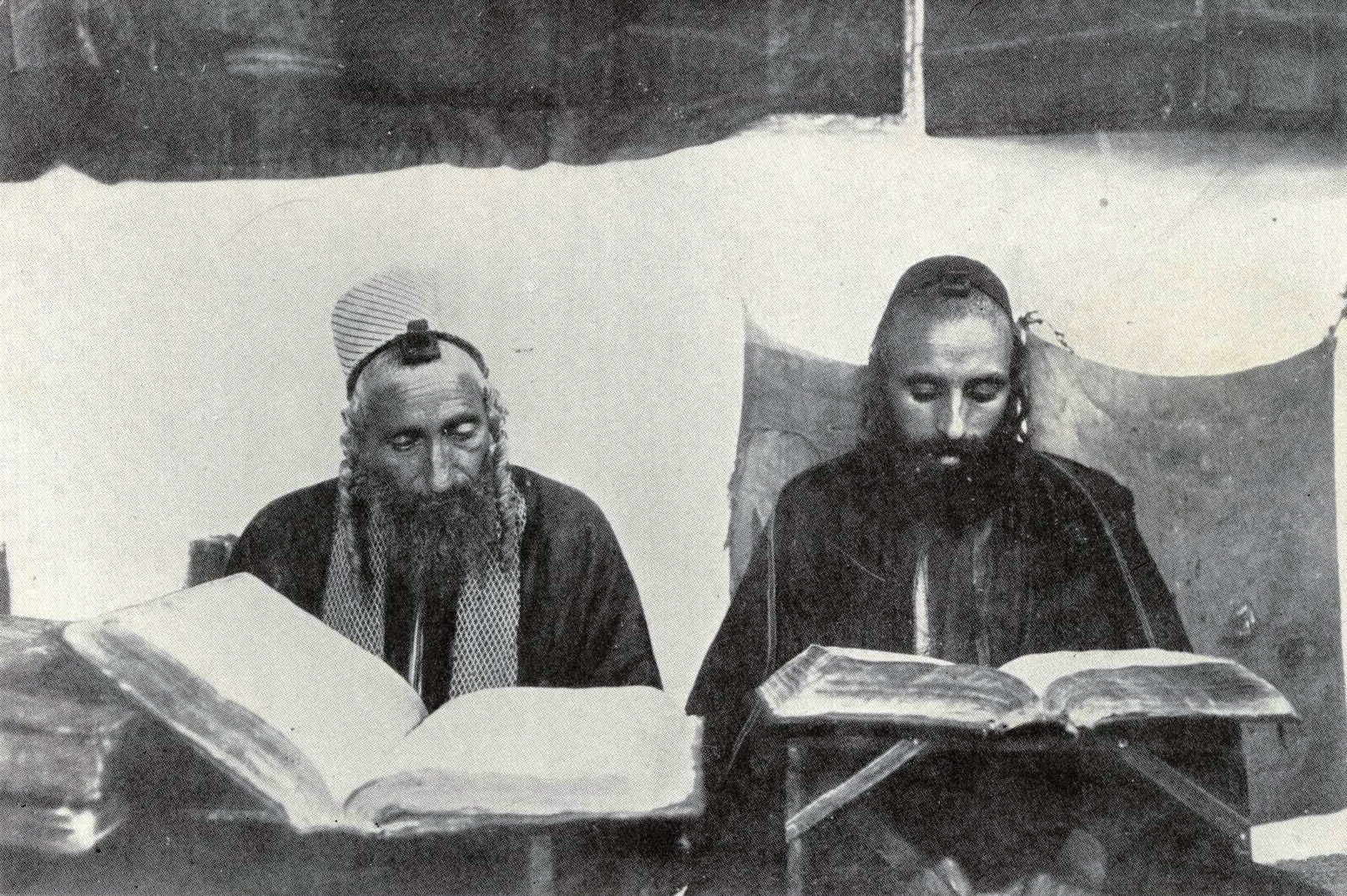
Judíos yemenitas de la gobernación de Sana, 1907.

El exilio de Mawza (expulsión de los judíos yemenitas a Mawza) en en hebreo:גלות מוזע, 1679-1680, se considera el acontecimiento más traumático experimentado colectivamente por los judíos del Yemen, en el que los judíos que vivían en casi todas las ciudades y pueblos del Yemen fueron desterrados por decreto del rey, Imām al-Mahdi Ahmad, y enviados a una región seca y estéril del país llamada Mawza, para soportar su destino o morir. Solamente unas pocas comunidades, como los habitantes judíos que vivían en los barrios del extremo oriental del Yemen —Nihm, al-Jawf y Khawlan del este— se salvaron de este destino en virtud de sus patrones árabes que se negaron a obedecer las órdenes del rey. Muchos murieron a lo largo de la ruta y mientras estaban confinados a las condiciones calurosas y áridas de este terreno prohibitivo. Después de un año de exilio, fueron llamados a realizar sus tareas y trabajos habituales para las poblaciones árabes autóctonas, que habían sido privadas de bienes y servicios a causa de su exilio.

## Antecedentes
Con el ascenso al poder de Qāsimīd Imām, al-Mutawakkil Isma'il (1644-1676), hubo un punto crucial en la condición de los judíos que vivían bajo el reino Imamate de Yemen. Apoyó las políticas más hostiles hacia sus súbditos judíos, en parte debido a la afirmación de que los judíos estaban ayudando a los turcos otomanos durante el levantamiento local contra ellos. El auge del movimiento de los sabateos en el Yemen en 1666 agravó los problemas de la comunidad, poniendo en tela de juicio su condición de «protegidos del Estado». Un decreto dio lugar a otro. El rey exigió inicialmente su conversión al Islam y, cuando se negaron, los hizo salir al sol sin ropa durante tres días, a lo que siguieron decretos más severos. Se dice que al-Mutawakkil Isma'il consultó con los eruditos religiosos del Islam y trató de determinar si las leyes relativas a los judíos en la península arábiga se aplicaban también al Yemen, citando a Mahoma que, según se informó, dijo: «No habrá dos religiones en Arabia». Cuando se determinó que estas leyes se aplicaban efectivamente al Yemen, ya que el país era una parte indivisible de la península arábiga, entonces se impuso a los judíos que vivían en el Yemen la obligación de convertirse al islam o de abandonar el país. Sin embargo, como el rey cayó enfermo y estaba postrado en cama, no realizó en ese momento sus malos designios de expulsar a los judíos de su reino, sino que ordenó al heredero de su trono, al-Mahdi Ahmad, que lo hiciera.
Al-Mahdi Ahmad de al-Ghirās, que también es conocido por el epíteto Ṣafī al-Din («pureza de la religión»), sucedió a al-Mutawakkil Isma'il, pero perpetuó las mismas hostilidades hacia sus súbditos judíos que las que había hecho su predecesor. Todo alcanzó su punto culminante entre los años 1677 y 1680, cuando ordenó la destrucción de las sinagogas de Saná y de otros lugares. A principios del verano de 1679, dio un ultimátum a sus súbditos judíos, a saber, que tenían la opción de convertirse al islam, en el que se les permitiría permanecer en el país, o de ser asesinados por la espada. Les dio tres meses para decidir qué harían.
Las palabras del rey provocaron gran consternación entre sus súbditos judíos en Yemen, quienes inmediatamente declararon un tiempo de ayuno y oración pública, lo cual hicieron tanto de noche como de día. Su difícil situación pronto se dio a conocer a los miembros de las tribus yemeníes locales, cuyos jefes y principales hombres se compadecieron de su condición e intervinieron en su favor. Se presentaron ante el rey y preguntaron sobre el decreto, e insistieron en que los judíos habían sido leales a su rey y no habían ofendido a los pueblos árabes, ni habían hecho nada digno de muerte, sino que solamente debían ser castigados un poco por su «inflexibilidad» en lo que respecta a la religión del Islam. El rey, aceptando su consejo, eligió no matar a sus súbditos judíos, pero decidió desterrarlos de su reino. Debían ser enviados a Zeila, un lugar a lo largo de la costa africana del mar Rojo, donde serían confinados de por vida, o bien arrepentirse y aceptar los principios del Islam.

## Saná
La comunidad judía de Saná se concentraba en el barrio de al-Sā'ilah, dentro de la ciudad amurallada, al entrar en Bab al-Shaʻub (la puerta Shaʻub) en el lado norte de Saná. El rabino principal de la comunidad judía en ese momento era un anciano al que le dieron el título de príncipe (nasí), el rabino Suleiman al-Naqqāsh, mientras que la sede principal de aprendizaje de la ciudad estaba bajo la tutela del rabino y juez, Shelomo ben Saadia al-Manzeli (resh methivta). A los judíos de Saná se les avisó con poca antelación de las cosas que les iban a suceder. Se les había aconsejado que vendieran sus casas, campos y viñedos, y que todas las propiedades que no pudieran vender serían automáticamente confiscadas y pasadas al Tesoro Público (Ar. al-māl), sin recompensa.
A finales de 1679, cuando el rey vio que eran implacables en la fe de sus padres, decidió seguir con lo que había determinado para ellos y emitió un decreto, desterrando a todos los judíos de su reino al puesto avanzado del Mar Rojo conocido como Zeila. El segundo día del mes lunar Rajab, en el año 1090 del calendario musulmán (correspondiente al calendario gregoriano, el 10 de agosto de 1679), se puso en vigor su edicto y ordenó a los judíos de Saná que se despidieran de sus lugares, pero dio más espacio a los gobernadores provinciales del Yemen para que iniciaran la expulsión de todos los demás judíos del Yemen a Zeila, lo que debían cumplir en un plazo no superior a doce meses. Los judíos de Saná, mientras tanto, habían emprendido su viaje, dejando atrás sus casas y posesiones, en lugar de cambiar su religión por otra. Al hacerlo, trajeron la santidad al nombre de Dios.
El rabino Suleiman al-Naqqāsh, por su sabiduría y cuidado de su comunidad, había hecho arreglos preventivos para la seguridad y el mantenimiento de la comunidad enviando notificaciones escritas a las comunidades judías que se encontraban a lo largo de la ruta, pidiéndoles que proporcionaran alimentos y asistencia a sus hermanos judíos pobres cuando pasaran por sus comunidades en las semanas o días siguientes. Los soldados del rey fueron enviados a escoltar a los exiliados hasta su destino final, mientras que el propio rey había enviado órdenes a los gobernadores de los distritos y lugares periféricos por los que se sabía que los exiliados judíos debían pasar en su camino a Zeila, ordenándoles que no permitieran a ningún judío permanecer en esas ciudades cuando llegaran a ellas, sino que los enviaran a su viaje.

## Giro inesperado de los acontecimientos
Mientras tanto, mientras columnas de hombres, mujeres y niños avanzaban a pie hacia el sur con lo esencial, a lo largo del camino que llevaba de Saná a Dhamar, Yarim, Ibb y Taiz, los jefes de las tribus indígenas sabateos que habían sido los patrones de los judíos se reunieron una vez más y le hicieron una petición al rey, al-Mahdi, esta vez pidiendo que el rey rescindiera su orden de expulsar a todos los judíos al puesto avanzado del Mar Rojo de Zeila, y que se contentara con su destierro a la ciudad costera de Mawza en Tihama, una ciudad a unos 29 kilómetros de Moca. La razón de esta petición urgente era que, teniendo en cuenta sus problemas en un páramo estéril, los que quedaran de ellos estarían más dispuestos a arrepentirse y a elegir el camino del Islam, en cuyo caso sería más fácil sacarlos de ese lugar y llevarlos de vuelta a sus antiguos lugares. Los grandes le recordaron al rey cómo habían sido fieles en el cumplimiento de sus órdenes. Al oír esto, el rey accedió y envió órdenes para que los exiliados judíos fueran conducidos solamente a Mawza.
Cuando los judíos de Saná llegaron a Dhamar, ya se les habían unido los aldeanos judíos de Siān y Tan'am —ubicados 15 km al este de Bayt al-Ḥāḍir, al sureste de Saná—, todos de los estos lugares se encuentran dentro de la periferia de Saná. Los judíos habían enviado quince cartas al rey en al-Ghirās, pidiéndole que los perdonara por cualquier ofensa que pudieran haber cometido y que les permitiera permanecer en sus antiguos asentamientos, pero no respondió a ninguna de ellas.

## Evacuación de los judíos de Dhurān

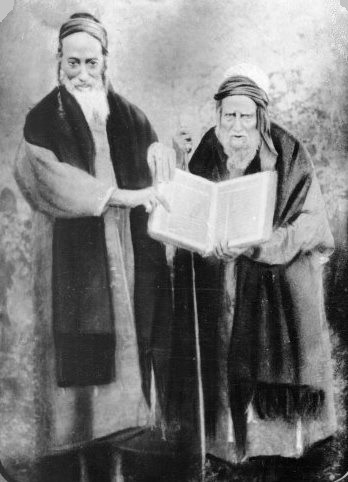
Dos ancianos judíos de Saná en 1904.

A principios de septiembre de 1679, aproximadamente un mes después de que los judíos de Saná se dirigieran a Mawza, los judíos que venían de Dhurān, un pueblo situado a unos tres días de distancia a pie al suroeste de Saná, también fueron evacuados de su pueblo. En una carta escrita en 1684 a la comunidad judía de Hebrón, solamente cuatro años después del regreso de la comunidad a Dhurān, el autor describe los sufrimientos de los judíos que fueron obligados a dejar sus hogares y entrar en Mawza. Una revelación importante que surge de su relato de estos eventos es que los judíos de Yemen habían tratado de apaciguar la ira del rey pagándole grandes sumas de dinero, dinero que el rey se negó a aceptar:

…A causa de nuestras muchas iniquidades, Dios incitó el espíritu del rey que habita en este país para desterrarnos; nosotros, nuestras mujeres y nuestros hijos, a un desierto árido, lugar de serpientes y escorpiones y fuego abrasador; la ira [nos] persigue, de modo que se ha cumplido en nosotros [la Escritura que dice]: «Y los llevaré a la tierra de sus enemigos» (Lev. 26:41). Destruyó nuestras sinagogas y oscureció la luz de nuestros ojos. '¡Vete! [¡Eres] inmundo! nos gritan, mientras que los capataces tienen prisa, diciendo: 'Vete de aquí; purificaos!' (Isaías 52:11) y no te apiades de ninguna de tus cosas deliciosas, no sea que el rey se enoje mucho contigo y te mate a ti y a tus hijos, a tus ancianos y a tus jóvenes. Ahora bien, si abandonas a tu Dios en quien confías y entras en nuestra propia religión, te irá bien, ya que Él ya no está contigo, sino que ya te ha abandonado en nuestras manos; ¡[nosotros] podemos hacer contigo lo que queramos! ... Ahora, no hay nadie que nos ayude, ya sea los diputados o los ministros, porque cuando vieron que habíamos entregado nuestras almas al martirio por causa de su nombre, y que habíamos sido obedientes a su palabra y discurso, luego conspiraron contra nosotros para erradicar nuestro nombre con feroz ira. Ellos dijeron [a nosotros], esta nación despreciada y miserable, han rechazado nuestra religión (es decir, el Islam), mientras que ni la generosidad ni la gratitud, les hubiera hecho venir. ... Se unieron contra nosotros, ellos y sus reyes, sus sirvientes y siervas, de modo que los niños pequeños escupieron sobre el que es el más grande entre nosotros. ...Ahora, Dios nos ha ocultado su rostro, «mientras que todos nos hemos marchitado como una hoja» (Isaías 64: 5). Fuimos con vergüenza y con oprobio, con hambre y sed, y con desnudez y con privación de todas las cosas, al lugar que el rey había decretado sobre nosotros, porque no deseaba dinero, sino ver nuestra destrucción.

El autor continúa explicando cómo, al llegar a su destino, lloraron amargamente, ya que muchos de ellos habían perecido como en una plaga, y no pudieron enterrarlos por el calor insoportable. Cuando algunos de su grupo habían intentado escapar por la noche, aproximadamente setenta hombres, a la mañana siguiente cuando salió el sol fueron golpeados por el intenso calor, y allí murieron. El autor concluye diciendo: «Ahora, este decreto de exilio fue al comienzo del Anno Mundi 5440 (= 1679 EC), y el Dios bendito nos redimió al final [del año]; la señal del cual es: 'El castigo de tu iniquidad terminó' (Lamentaciones 4:22).» "Aquí, el autor hace un juego de palabras; la palabra hebrea para «terminó» (heb. תם) tiene el valor numérico del 
440, el mismo que el Anno Mundi cuando se abrevia sin el milenio.

## Mawza
Mawza es una ciudad situada a once días de distancia de Saná, y a unos 20 km del puerto de Moca, en la llanura costera de Tihama. Durante su larga caminata hasta allí, los soldados del rey los presionaron. Muchos de los enfermos, ancianos y niños murieron en el camino, otros sucumbirían más tarde a las duras condiciones climáticas de ese lugar. Todos, sin embargo, sufrieron de hambre y sed. Con el tiempo, a la comunidad de Saná se le unieron otras comunidades judías de todo el Yemen. En Mawza permanecieron durante un año completo, hasta 1680, cuando los súbditos no judíos del rey comenzaron a quejarse de la falta de aperos de labranza que habían sido fabricados exclusivamente por artesanos judíos. El gobernador de 'Amran se presentó personalmente ante el rey con una petición para traer de vuelta a sus súbditos judíos. El rey accedió y envió emisarios con comida y agua para llamarlos de vuelta a sus antiguas ciudades. Algunos volvieron únicamente para encontrar sus casas ocupadas por usurpadores. Otros decidieron mudarse y establecerse en otro lugar del Yemen.
El rabino Hayim Hibshush, hablando un poco de esta época, escribe: «Durante el año transcurrido desde que se promulgó este decreto, fueron al matadero como ovejas de todos los distritos del Yemen, mientras que no quedó ninguno de todos los distritos que no se exiliaron, excepto el distrito de Nihm hacia el este, y el distrito de al-Jawf, así como el distrito oriental de Khawlan».

## Documentos históricos
El rabino Yiḥyah Salaḥ (conocido por el acrónimo Maharitz) ofrece un relato muy cautivador de estos horribles acontecimientos que sufrieron los judíos de Saná en los años anteriores a su expulsión, así como cuando abandonaron su ciudad, basándose en un documento manuscrito conservado y copiado por las generaciones posteriores. Algunos han juzgado la suma y el peso de estos acontecimientos como un mero ejemplo microscópico de los sufrimientos experimentados por los habitantes judíos en su conjunto, en todas y cada una de las ciudades del Yemen. Así, cuenta el siguiente relato:

…En el año mil novecientos ochenta y seis [de la era seléucida] (1675 CE) murió el rey llamado Isma'il, y hubo una hambruna y muchos murieron. Entonces reinó en su lugar Aḥmad, el hijo de Ḥasan, que se llamaba al-Ḥasni, que expulsó a los turcos, y gobernó por la fuerza de las armas, y fue un hombre de hazañas, y subió al norte y capturó esos distritos, y llegó hasta al-Yāfaʻ [en el sur] y lo capturó. Y en el año mil novecientos ochenta y siete [de la era seléucida] (1676 CE), destruyó las sinagogas de los judíos. Luego en el año mil novecientos ochenta y ocho [de la Era seléucida] (1677 EC) hubo una hambruna, y en el año mil novecientos ochenta y nueve (1678 EC) expulsó a Israel al desierto de Mawzaʻ, que es un lugar horrible, y uno conocido por su insoportable calor; su aire es malo. Ningún hombre podía avanzar sobre el suelo debido a su cansancio excesivo y a las ampollas que afectan a sus pies. Ahora bien, durante ese mismo año, cuando salieron de Sana'a para ir a Mawzaʻ, había un cierto gentil a quien le encomendaron, para su seguridad, varios pergaminos de la Ley y varios libros del Talmud, y de los códices de la Biblia y de la literatura  midráshica [abundante], así como varios libros encuadernados en cuero que habían sido compuestos por los primeros eruditos en su propia escritura, ya que no podían llevarlos debido al estorbo en el camino, y a que habían sido expulsados de repente, ellos y sus esposas e hijos. Ahora estos libros casi llenan una gran habitación. Pensaban que podían apaciguar al rey y que volverían a coger sus libros. Y sucedió que cuando se fueron, ese hombre [malvado] se levantó, les prendió fuego y los quemó a todos. En esa misma hora, Israel se empobreció en todas las cosas, ya fuera por la escasez de libros o por la quema de sus propias novelas y comentarios. No les quedaban más que algunas cosas de lo poco que tenían, de pergaminos de la Ley y de Guemará, y los demás libros que los jefes del pueblo habían tomado en sus manos para sus propias necesidades en el estudio y en la lectura de los libros de la Ley. Mientras se aventuraban en el exilio, varios hombres sabios y piadosos perecieron a lo largo del camino, y varias familias fueron completamente eliminadas de la faz de la tierra. Se nos ha dicho que unas ochenta almas murieron en un corto período de tiempo durante un único viaje por el desierto, cerca de la aldea de Mawzaʻ, a causa de las iniquidades. Al sábado siguiente, cuando llegaron al pueblo de Mawzaʻ, resultó ser la lectura del sábado para la lección bíblica conocida como Beḥuḳḳothai (Lev. 26:3 ss.) y se levantó el hombre más grande de entre ellos para leer los Toche Shah, cuando llegaron al versículo que dice: «Y los llevaré a la tierra de sus enemigos, tal vez entonces su corazón incircunciso sea sometido a sumisión, etc.» (Lev. 26:41), y cuando terminó su lectura, comenzó a exponer [sobre esa porción de la Ley], y el espíritu de Dios lo movió, y dijo que el presente decreto había sido dado desde el principio desde la antigüedad, y es aludido y está inteligentemente dispuesto y ha sido preservado en el acróstico al final de cada palabra [en el versículo hebreo]. Al final del año, el Dios bendito se apiadó de ellos y el rey se apaciguó aceptando traer de vuelta a los judíos, únicamente no les permitió volver a sus antiguas casas, sino que construyó para ellos [nuevas] casas fuera de la ciudad. Y así fue. Después de estas cosas, se establecieron en el lugar que el rey les había dado para vivir, y construyeron casas. En aquellos días nombraron sobre ellos un príncipe (Nagid), incluso el maestro y rabino, Yiḥya Halevi, de bendita memoria.

## Consecuencias

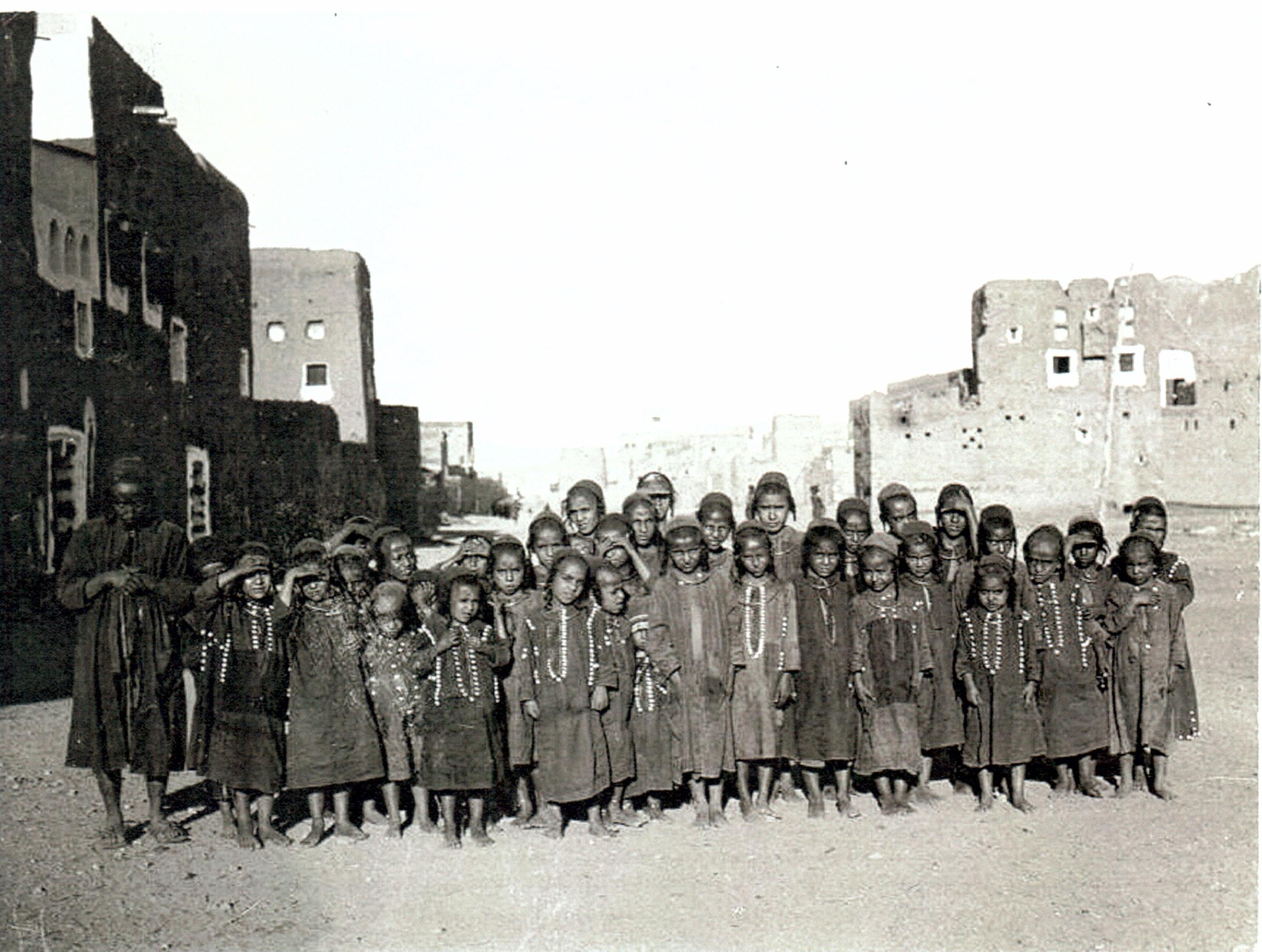
Niños judíos en el barrio judío de Saná, 1901.

Los judíos que sobrevivieron, que regresaron a Saná o a otras ciudades y pueblos, estaban en su mayoría enfermos debido a la exposición a los cambios climáticos y a la mala calidad del agua potable. En Saná, se les pidió que renunciaran a la propiedad de sus casas y campos dentro de la muralla de la ciudad, en el vecindario de al-Sā'ilah, y se les ordenó que construyeran humildes moradas en una nueva área fuera de las murallas de la ciudad, en un lugar entonces conocido como el «campo de la hiena» (Ar. Qāʻ al-simaʻ ), o lo que más tarde se conocería como Qāʻ al-Yahud (el barrio judío). Este lugar atrajo a otros judíos migrantes de las otras ciudades y pueblos de los que habían sido expulsados y pronto se convirtió en un suburbio, situado a un kilómetro más allá de las murallas que entonces existían en el extremo oeste de la población. La primera sinagoga que se construyó en este lugar fue la sinagoga Alsheikh, que albergaba las posesiones más preciadas: Pergaminos de la Torá y viejos manuscritos escritos a mano. Las casas judías se hacían «bajas, rara vez más de dos pisos, y se construían de ladrillos secados al sol y revestidos con barro». Hoy en día, el lugar se llama Qāʻ al-ʻUlufi (Ar. قاع العلفي) . Las tierras sobre las que construyeron el nuevo barrio judío eran tierras proporcionadas por el rey, pero más tarde se exigió a los judíos que pagaran una tarifa de arrendamiento mensual por la tierra, y el dinero se acumuló en el Waqf musulmán para el mantenimiento de sus tierras y sus propios lugares de culto. Entre el nuevo barrio judío y las murallas de la ciudad había un suburbio lleno de jardines llamado Bi'r alʻAzab, que una vez fue el barrio turco. En los años siguientes, el barrio judío también fue rodeado por un muro.
En ese momento, los musulmanes aprobaron un nuevo edicto que prohibía a los judíos vivir en los barrios musulmanes, para no «profanar sus moradas», aunque tenían libertad para trabajar en la ciudad. Los que se desplazaban entre el barrio judío y la ciudad iban a pie, mientras que los ancianos o enfermos hacían uso de bestias de carga para llevarlos a la ciudad, estando el barrio judío entonces a una distancia de aproximadamente un kilómetro de las murallas de la ciudad. El rey aprobó entonces una serie de leyes discriminatorias (Ar. ghiyār) destinadas a humillar a los judíos y que no solamente les prohibían montar en burros y caballos, sino también caminar o pasar al lado derecho de cualquier musulmán. Los judíos debían pasar únicamente por el lado izquierdo de todos los musulmanes. También solicitaron al rey que un judío fuera prohibido por un edicto de levantar la voz contra cualquier musulmán, pero que se comportara con un espíritu humilde y contrito, y que los infractores fueran castigados con la flagelación.
El exilio de Mawza trajo consigo cambios demográficos que se pudieron sentir en todo el Yemen. En Saná, para distinguir a los habitantes originales de los judíos migrantes que llegaban, a todos los que elegían habitar el recién construido barrio judío se les daban apellidos, cada uno de ellos según el lugar de donde había sido exiliado, de manera que un hombre que venía del distrito de Sharʻab se llamaba fulano de tal, al-Sharʻabi, o el que venía del pueblo de Maswar se llamaba fulano de tal, al-Maswari, en palabras del cronista judío que escribió Dofi Hazeman («Vicisitudes del tiempo»), siendo uno de los primeros relatos judíos de la expulsión —compilado inicialmente por Yaḥyā ben Judah Ṣa'di en 1725—, y cuya obra ha sufrido desde entonces varias recensiones por parte de cronistas posteriores, leemos el siguiente testimonio:

Él (es decir, el rey) luego ordenó dar licencia a los judíos para que regresaran al país y se construyeran tiendas de campaña, aunque apartadas de las casas de los musulmanes para que no las contaminaran. Aquellos que fueron desterrados luego subieron de Tihama [planicie costera], regresando de Mawza ; un hombre de una ciudad y dos de una familia, porque la mayoría de ellos habían sido consumidos por la tierra de Tihamaque. Tampoco había quedado ninguno de ellos, salvo diez personas por cada cien [que fueron expulsados al exilio], mientras que la mayoría de ellos no regresaron para establecerse en su lugar anterior, sino que se dispersaron en todos los distritos de Yemen. Es decir, aparte de la familia de los levitas, la mayoría de los cuales regresaron y se establecieron en su lugar [anterior]. Ahora su lugar de residencia era de la ciudad de ash-Sharafah, al este de Wadi al-Sirr, que se extendía hasta la ciudad de al-'Arus, que se encuentra en la región de Kawkaban , a una distancia a pie de aproximadamente un día y medio; así como la amplitud de la ciudad de Ṣaná, que se extiende hasta el extremo de la tierra de Arhab, estando también a una distancia a pie de un día y medio. Estos trazan su linaje hasta Sasson el Levita, su antepasado, ya que había una ley para los primeros judíos en Yemen para que cada familia viviera por separado; la familia de los sacerdotes (cohen) por sí mismos con sus cementerios, y también la familia de los levitas y los israelitas, cada uno de ellos viviendo solo en sus ciudades y con su propio cementerio. Ahora, hasta el día de hoy, esos levitas habitan separadamente en esos distritos mencionados, aunque algunos israelitas han llegado recientemente para vivir en medio de ellos. En cada lugar, los gentiles les han cedido una parcela de tierra, en régimen de alquiler, para que construyan albergues en los que vivir, apartados de ellos, viendo que sus enemigos ya les habían quitado [de ellos] a los suyos. pueblos y casas y viñedos y campos. Así, se complacieron en vivir con ellos y ocuparse en los diversos campos de trabajo, de acuerdo con sus diversas habilidades, para que pudieran encontrar el sustento de su ser: entre los que estaban los que enlucían con tierra, y de los que trituraban piedra caliza, y de los que eran alfareros, y algunos que eran artesanos de la madera, y otros plateros, mientras que otros eran herreros y algunos que eran comerciantes; había otros que eran mensajeros, algunos que eran tejedores, otros sastres y algunos que tenían conocimientos en materia de profilaxis; otros que eran médicos y otros que esculpían la superficie de las muelas, y algunos eran porteadores. Ahora su magnanimidad no les permitía simplemente quedarse en la ociosidad.

El explorador danés Carsten Niebuhr, que visitó el barrio judío de Saná en 1763, unos ochenta y tres años después del regreso de la comunidad a Saná, estimó que su número era de dos mil. Estos habían construido, hasta 1761, catorce sinagogas dentro del nuevo barrio judío. En 1902, antes de que la hambruna de 1905 diezmara más de la mitad de la población judía de la ciudad, el explorador alemán Hermann Burchardt estimó que la población judía de Saná era de entre seis y ocho mil personas. G. Wyman Bury, que visitó el barrio judío de Saná en 1905, observó una disminución de la población de la ciudad desde 1891, estimada en 50.000 personas —tanto judíos como musulmanes—, a únicamente unas 20.000 personas en 1905. En 1934, cuando Carl Rathjens visitó Saná, la población judía de la ciudad se había incrementado a unos siete mil.

## Destino de la vieja sinagoga

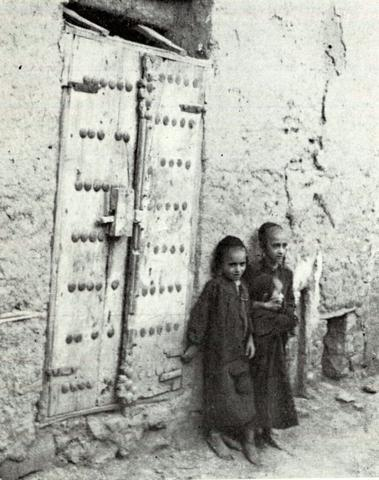
Tres niños judíos en el barrio judío de Saná - alrededor de 1938.

Uno de los resultados del decreto del rey, fue que la propiedad judía pasó a manos musulmanas. Un baño público judío en Saná fue cedido y pasó a ser propiedad del Waqf musulmán. Así, también, la otrora famosa sinagoga dentro de la ciudad amurallada de Saná y que se conocía como Kenisat al-'Ulamā («La sinagoga de los sabios») se convirtió en una mezquita y se llamó Masjid al-Jalā - la mezquita de la expulsión, o «de los desterrados». En el friso (Ar. ṭiraz) de la Masjid al-Jalā estaban inscritas palabras con improperios, en yeso (Ar. al-juṣ):

Nuestro rey, al-Mahdi, es el sol de la guía [religiosa] / incluso Ahmad, el [gran] hijo de aquel que se elevó al poder, al-Qasim. A él se le atribuyen dignidades que no se le concedieron antes, ni siquiera en parte. Si no hubiera desterrado a los judíos de Saná, que son la "escoria" del mundo, y hubiera convertido su venerable lugar sinagoga en una mezquita, para inclinarse ante Dios o estar de pie [ante Él en la oración], por ese decreto, todavía habría sido muy triunfante. Ahora bien, el momento de este acontecimiento coincidía con la fecha que se [alude] en ghānim [victorioso]".

El rabino Amram Qorah nos trae una breve historia de dicha mezquita, extraída de un libro originalmente redactado en árabe y que se titulaba: «Una lista de las mezquitas de Saná». En él se encuentra una vívida descripción de los acontecimientos que ocurrieron en ese fatídico año y que dice lo siguiente: «Entre las mezquitas construidas en las cercanías de al-Sā'ilah, hacia el norte del camino que lleva de al-Sā'ilah a al-Quzālī, y la mezquita [conocida como] Ben al-Ḥussein construida por el Imán de la dinastía Qasimida, hijo de Mahoma (es decir, al-Mahdi Ahmad b. al-Ḥasan b. al-Qasim b. Muhammad), en el año A. H. 1091 (= 1679 d.C.) en la sinagoga del Barrio Judío, que los desterró de Saná y los trasladó a un lugar apropiado para ellos, [un lugar] que ahora se conoce como Qāʻ al-Yahud en el lado occidental de Saná, tal como lo ha insinuado el juez erudito, Muhammad b. Ibrahim al-Suḥuli, etc.». A continuación, el rabino Amram Qorah procede a derribar las palabras o panegírico inscrito en el friso de la mezquita en versos rimados (supra), y que aparentemente habían sido compuestos por dicho juez, en los que describe las hazañas del rey que desterró a los judíos y que convirtió su sinagoga en una mezquita.
El rabino Amram Qorah, en la misma obra, narra el relato de los eventos del rabino Pinheas ben Gad Hacohen, cuyo testimonio encontró escrito en el margen de la primera página de un Libro de Oración (Siddur), escrito en 1710:

Ahora les informaré, hermanos míos, sobre lo que nos ha sucedido en este tiempo, desde el comienzo del anno 1990 de la Era seléucida. (1678 EC) y en 1991 [de la misma] (1679 EC), como que el rey hizo un decreto y demolió todas las sinagogas de todas las ciudades de Yemen, y había algunos de los libros y escritos sagrados que fueron profanados por la mano de los gentiles, a causa de nuestras grandes iniquidades, por lo que ya no podíamos hacer nuestras oraciones [públicas], salvo unos pocos [hombres] en secreto dentro de sus casas. Después, el rey hizo un decreto contra los judíos para expulsarlos al desierto de Mawza, mientras ellos, [en este momento] demolían también sus casas. Sin embargo, hubo algunos que lograron vender su casa; lo que valía mil piezas de oro lo vendieron por cien, y lo que valía cien piezas de oro lo vendieron por diez. Así que, por estas cosas, fuimos un reproche entre las naciones, que continuamente buscaban formas de hacernos cambiar [nuestra religión], ¡oh Dios no lo quiera! Así, todos los exiliados de Israel se levantaron y dejaron a un lado sus más amadas y preciosas posesiones como un medio por el cual el nombre de Dios pudiera ser santificado, bendito sea Él, incluyendo sus campos y sus viñedos, y se entregaron como mártires por el nombre de Dios, bendito sea Él. Y si uno tenía necesidad de salir al mercado, no podía evitar ser objeto de odio y rencor, mientras que había quienes incluso lo atacaban o lo llamaban con lenguaje abusivo, de modo que se cumplió en esta, nuestra generación, la escritura que dice, «Quien levantará a Jacob, porque es demasiado pequeño» (Amós 7: 2, 5) para soportar todas las aflicciones. Así, también, se cumplió en nosotros por nuestras iniquidades la escritura que dice, «Y enviaré un desmayo a sus corazones» (Lev. 26:36). Sin embargo, el Nombre divino, bendito sea, nos da la fuerza para soportar todos esos problemas y dolores cada día.

## Testimonios conservados en poesía
Otro hombre que presenció estos acontecimientos, Shalem 'Ashri, también escribió un poema suplicante sobre los acontecimientos de ese año - el Exilio de Mawzaʻ, ahora conservado en el yemenita diván,[50] cuyo mismo poema está destinado a ser cantado como un lento canto de luto por uno o, como máximo, dos individuos, que luego son respondidos por otros que se sientan en la asistencia. Se canta sin acompañamiento de instrumentos musicales, aunque a veces se utiliza un tambor de hojalata, de acuerdo con lo que se acostumbra y es propio del nasheed  (una réplica). Su propio nombre se escribe en forma acróstica en las primeras letras de cada estrofa:[50]
Original
.אזילדמעותי כמטר יזלו / על כל בני חמדה בגלות הלכו.

נשו לטובתם וגם נתדלדלו / נסעו בחפזון בציה דרכו.

יום גלתה אוזל וסבלו סבלו / שמש וירח בצאתם נדעכו.

שפעת בני אמה עליהם משלו / חמה וגם קנאה עליהם שפכו.

לכלל יקר הדרת כבודם נחלו / ומעון כבוד האל להחריב נמלכו.

מדרש וגם תלמוד ותורה בטלו / שוטר וגם זקן ידיהם משכו.
nal:
עיש וגם כימה וסהר אפלו / גם כל מאורי אור מאורם חשכו.

את כל נאות ביתם וכספם שללו / כל צר וכל מושל לקשתם דרכו.

שמרה אדון עולם ידידים נסגלו / הדורם עדת האל אחריך נמשכו.

ראשי ישיבתם לגלות סבלו / לעשות רצון האל ומצות ערכו.

יגאל אדון עולם ידידים נחלו / תורה ותושיה ובה נתברכו.

לכבוד כתב ידך ביום שנקהלו / תזכר ותצילם בעת יתהלכו.

שלם שמי כתוב בחרוזים ננעלו / שמחו בתורת אל ולשמו ברכו.
En un poema del subgénero conocido como qiṣṣa (cuento poético), compuesto principalmente en judeoárabe con dos únicasvestrofas escritas en idioma hebreo, el autor da un extenso testimonio sobre los eventos que ocurrieron durante ese año de exilio. El poema se titula Waṣalnā hātif al-alḥān - «Nos han llegado las nuevas», y es obra del ilustre poeta Shalom Shabazi, que fue testigo ocular de estos acontecimientos y cuyo nombre está inscrito en el poema con acrósticos.
Otro registro de estos hechos, es el poema compuesto por Sālim ben Sa'īd, en judeoárabe. El poema está escrito como nashid y se titula 'Ibda' birrub al-'arsh («comenzaré por dirigirme a Aquel que está en el trono»).

## Decretos de ley tras el exilio (1680-1690)

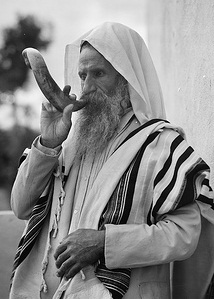
Un judío yemenita hace sonar el shofar en shabat, c. 1934-1939.